# Хаснауи, Махер
Махер Хаснауи (араб. ماهير هاسناوى‎, фр. Maher Hasnaoui, род. 22 сентября 1989, Бен-Арус) — тунисский шоссейный велогонщик.

## Карьера
В 2008 году занял второе место на чемпионате Туниса, уступив только Хассен Бен Нассеру. В следующем году стал чемпион страны. На чемпионате арабских стран завоевал золотую медаль в командной гонке.
В 2015 году занял второе место чемпионате Туниса в индивидуальной гонке, уступив Рафаа Чтиоуи. На следующий год в этой же дисциплине стал чемпионом.
В 2017 году выиграл четвёртый этап Тура Туниса.

## Достижения
2008
2-й на Чемпионате Туниса — групповая гонка
2009
 Чемпион Туниса — групповая гонка
 Чемпион арабских стран по велоспорту — командная гонка
2010
3-й на Чемпионате Туниса — групповая гонка
 Чемпионат арабских стран по велоспорту — индивидуальная гонка
2011
 Чемпионат арабских стран по велоспорту — групповая гонка U23
2012
2-й на Чемпионате Туниса — групповая гонка
 Чемпионат Африки — командная гонка
3-й на Чемпионате Туниса — индивидуальная гонка
2013
1-й на Вызов принца - Трофей королевского дома
2-й на Чемпионате Туниса — групповая гонка
2-й на Чемпионате Туниса — индивидуальная гонка
2014
2-й на Чемпионате Туниса — групповая гонка
2015
1-й на Кубок ОАЭ
2-й этап Джелаях Малайзия (TTT)
Тур Зубараха
1-й в генеральной классификации
1-й этап
2-й на Чемпионате Туниса — индивидуальная гонка
2016
 Чемпион Туниса — индивидуальная гонка
3-й на Чемпионате Туниса — групповая гонка
2017
4-й этап Тур Туниса
2-й на Чемпионате Туниса — групповая гонка
2-й на Чемпионате Туниса — индивидуальная гонка
2018
2-й на Чемпионате Туниса — групповая гонка
2-й на Чемпионате Туниса — индивидуальная гонка